# 紫脉滇芎
紫脉滇芎（学名：Physospermopsis rubrinervis）为伞形科滇芎属下的一个种。

## 扩展阅读
- 維基物種上的相關：紫脉滇芎